# Cepeda (Pontevedra)
Cepeda (oficialmente San Pedro de Cepeda) es una parroquia española del municipio de Pazos de Borbén, perteneciente a la provincia de Pontevedra, en la comunidad autónoma de Galicia.

## Historia
Hacia mediados del siglo XIX, el lugar, ya por entonces perteneciente a Borbén, tenía contabilizada una población de 55 habitantes. Aparece descrito en el sexto volumen del Diccionario geográfico-estadístico-histórico de España y sus posesiones de Ultramar de Pascual Madoz con las siguientes palabras:

CEPEDA (San Pedro): felig. en la prov. de Pontevedra (3 leg.), part. jud. de Redondela (1), dióc. de Tuy (5), ayunt. de Borben. sit. al pie de la sierra del Galleiro con buena ventilacion y clima saludable; comprende los l. de Alen y Campino que reunen 14 casas. La igl. parr. dedicada á San Pedro está servida por un cura amovible y de nombramiento del cabildo catedral de Tuy. Confina el térm. con las felig. de Amoedo, Borben y Nespereira: el terreno participa de monte y llano y es de buena calidad, abunda en aguas cuyo sobrante va á diversos regatos que á su vez confluyen en el r. Tea. Los caminos son locales y en mediano estado; atravesando tambien por el térm. el que desde Redondela dirige á Puenteáreas. prod.: cereales, patatas,m lino y yerbas de pasto: se cria ganado vacuno, lanar y cabrio; hay caza de varias clases. pobl.: 14 vec., 55 alm. contr.: con su ayunt. (V.)
(Madoz, 1847, p. 315)

En 2022, tenía empadronados 210 habitantes.